# Isabel Szilágyi

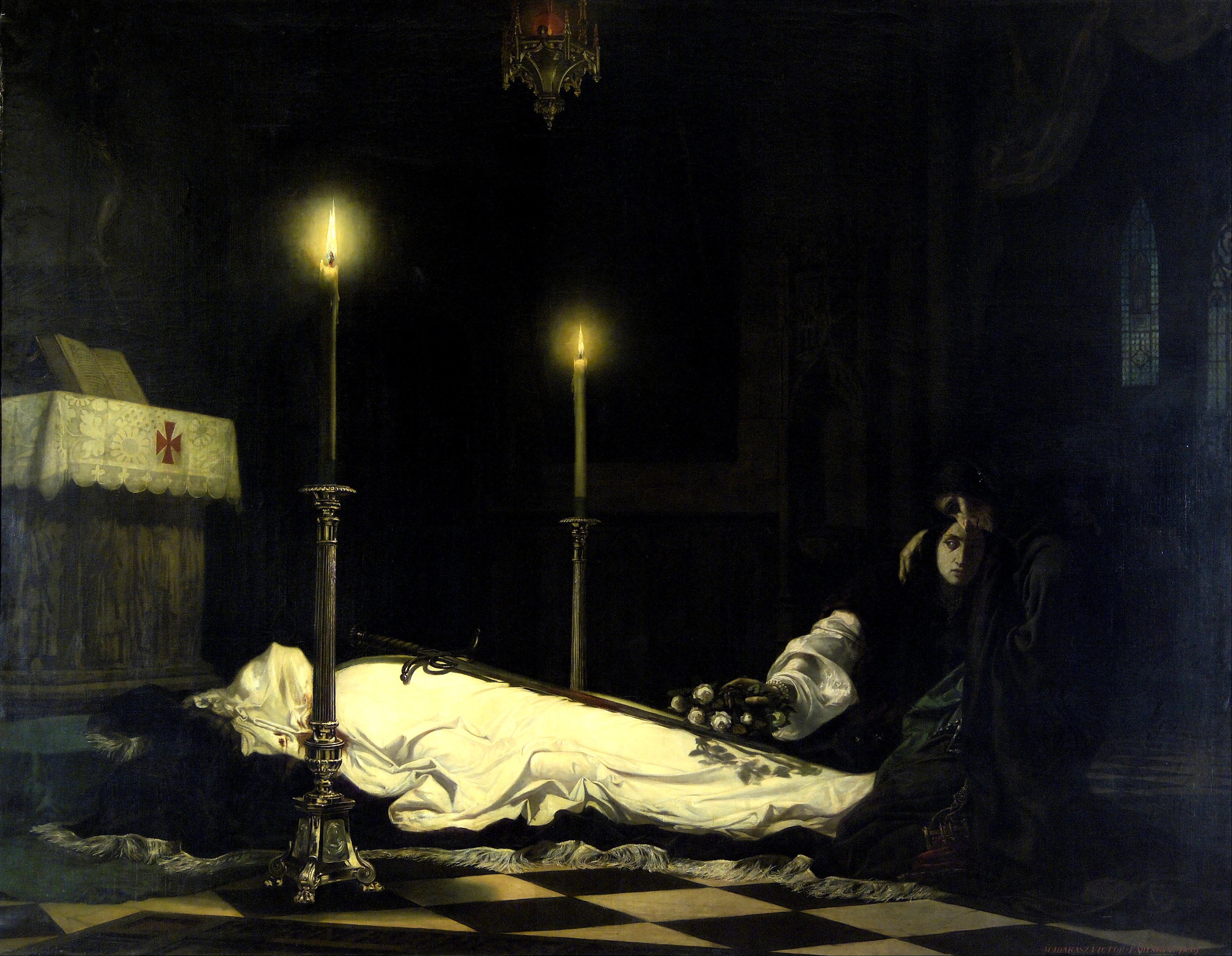
Isabel Szilágyi llora la muerte de su hijo Ladislao Hunyadi.

Condesa Isabel Szilágyi de Horogszeg (en húngaro: Szilágyi Erzsébet) (1410-1484) fue una noble húngara del siglo XV, esposa del regente húngaro Juan Hunyadi y madre del rey Matías Corvino de Hungría.

## Biografía
Isabel nació en 1410 en Transilvania en el seno de una de las familias más influyentes de su época como hija de Ladislao Szilágyi y Katalina Bellyéni. Isabel fue tomada como esposa por Juan Hunyadi, el regente del reino húngaro. 
El papel histórico de Isabel comienza cuando su hijo mayor, Ladislao Hunyadi, asesinó a Ulrico II de Celje, el tío del rey húngaro Ladislao el Póstumo en 1456. Luego del asesinato, en el viaje de regreso desde Belgrado hacia Buda, Isabel le hizo jurar al joven rey Ladislao que no tomase venganza contra los Hunyadi por el asesinato cometido.
Sin embargo, rompiendo el juramento, el rey mandó ejecutar al poco tiempo a Ladislao Hunyadi, ante lo cual Isabel, junto con su hermano Miguel Szilágyi, iniciaron una guerra civil contra la autoridad real. Una verdadera amazona renacentista, Isabel fue llamada por sus contemporáneos "la mujer heroica" (mulier heroica). Los conflictos relacionados con su familia no los resolvía con llanto femenino, sino con dinero y con la movilización de fuerzas armadas. 
El propio rey Ladislao le temía tanto que a toda costa quería llegar a un acuerdo con Isabel. Sin embargo, luego de que ese mismo año (1457) falleciera el rey, Isabel Szilágyi se esforzó por que su único hijo vivo, Matías Corvino, fuese coronado rey húngaro, consiguiendo que su hermano pactase con el Nádor de Hungría Ladislao Garai y con el noble Nicolás Újlaki, las figuras más influyentes en el reino después de los Hunyadi. De esta manera, una vez acordado que Matías subiría al trono y ellos no serían culpados por la ejecución de Ladislao Hunyadi, se procedió a la aceptación y posteriormente elección del nuevo rey. 
Los enormes bienes de la familia Hunyadi eran administrados minuciosamente por ella, y fue la noble quien prometió 40.000 piezas de oro al regente checo Jorge de Podiebrad, para que liberase a Matías del cautiverio en que se hallaba desde que el rey Ladislao huyó de Hungría a Praga y se lo había llevado consigo. Cuando fue puesto en libertad, ella misma fue a su encuentro y firmó el documento que certificaba dicho acontecimiento y fijaba el compromiso entre la hija de Podiebrad y Matías, una de las condiciones establecidas para la liberación.
Una vez conseguido que su hijo fuese coronado rey húngaro, pasó la mayor parte de su tiempo en las propiedades familiares de Óbuda. En 1465 hizo construir un claustro en Vajda-Hunyad para los frailes franciscanos, en 1477 donó la capilla de Óbuda a los habitantes del poblado. A partir de 1473 se ocupó de la crianza de su nieto Juan Corvino, el hijo ilegítimo de Matías Corvino y Bárbara Edelpeck, una mujer austríaca no noble. El 8 de agosto de 1473, Isabel envió una carta al Papa, donde le pidió que santificase a su fallecido esposo Juan Hunyadi y a San Juan Capistrano.
Se debate la fecha de la muerte de Isabel, pero se suele fijar entre 1483 y 1484.